# Euphorbia eranthes
Euphorbia eranthes är en törelväxtart som beskrevs av Robert Allen Dyer och Milne-redh.. Euphorbia eranthes ingår i släktet törlar, och familjen törelväxter. Inga underarter finns listade i Catalogue of Life.